# Тирозинкиназа
Тирозинкиназа, тирозин-специфичная протеинкиназа (англ. tyrosine kinase) — фермент подкласса протеинкиназ, группы киназ (фосфотрансфераз). Тирозинкиназы катализируют перенос фосфатного остатка от АТФ на тирозиновый остаток специфических клеточных белков-мишеней. Тирозинкиназы — одно из важнейших звеньев в системе передачи сигналов в клетке.
Помимо своей необходимости для здоровых клеток этот фермент способствует и разрастанию опухолей, и для борьбы с этим процессом фармакологи разрабатывают новейшие препараты — ингибиторы тирозинкиназ (англ. Tyrosine-kinase inhibitor), используемые для наиболее прицельной, таргетной терапии рака (англ. Targeted therapy от англ. target "мишень, цель"), такие как пазопаниб (международное непатентованное название, англ. Pazopanib, торговое название "Вотриент"). Такие препараты (англ. Receptor tyrosine kinase inhibitors ) не лишены множества отмеченных в клинических исследованиях побочных эффектов и являются чрезвычайно дорогостоящими, но могут дать надежду даже при распространенном раке определенных видов.

## Структура
В зависимости от структуры и локализации в клетке, выделяют 2 большие группы тирозинкиназ:
- рецепторные тирозинкиназы, к которым относятся тирозинкиназы, встроенные в клеточную мембрану ((КФ 2.7.10.1). У таких тирозинкиназ есть внеклеточный домен, выполняющий функцию рецептора и специфически связывающийся с гормонами или другими сигнальными веществами; каталитический домен, находящийся с внутренней стороны клеточной мембраны, и трансмембранный домен, закрепляющий тирозинкиназу в клеточной мембране и передающий сигнал от рецепторного домена к каталитическому. При связывании лиганда тирозинкиназа активируется и переносит фосфатную группу от АТФ на гидроксильную группу тирозинового остатка в молекуле белка [1][2]. У человека обнаружено 20 подсемейств рецепторных тирозинкиназ, в которые входят 58 ферментов.
- цитоплазматические тирозинкиназы, находящиеся в цитоплазме, ядре, ЭПР и других частях клетки ((КФ 2.7.10.2). В геноме человека обнаружено 32 различные тирозинкиназы этой группы, объединенные в 10 семейств.

## Функции
К семейству тирозинкиназ относятся рецепторы инсулина, рецепторы факторов роста, включая тромбоцитарный фактор роста и фактор роста эпидермиса. При активации рецепторы с тирозинкиназной активностью могут фосфорилировать сами себя. Такое аутофосфорилирование, обычно сопряженное с формированием димеров рецептора,  повышает активность фермента по типу положительной обратной связи. Активированная тирозинкиназа фосфорилирует различные белки-мишени, что приводит к изменениям мембранного транспорта, транскрипции генов и других клеточных процессов.